# Протолче
Протолче (Протолча) — многослойное поселение в южной части острова Хортица у озера Осокоровое, получившее в литературе название «Протолчий брод» или «Протолча». Существовало в X—XIV вв. Первоначально возникло как торгово-ремесленное поселение славян-бродников, которое не имело укреплений. После 1243 года поселение входило в Золотую Орду. Исчезновение Протолчи относят к началу XV века, ко времени перехода земель к Великому княжеству Литовскому.

## Летописи
Впервые Протолчий брод упомянут в 1103 году в Повести временных лет (Ипатьевской, Лаврентьевской летописях) в связи с походом Святополка против половцев:
Володимерь же, цѣловавъ брата своего, поиде Переяславлю, а Святополкъ по немь и Давыдъ Святъславичь, и Мьстиславъ, Игоревъ унукъ, Вячьславъ Ярополчичь, Ярополкъ Володимеричь. И поидоша на конихъ и в лодьяхъ, и приидоша ниже порогъ, и сташа въ Протолчехъ и в Хортичимъ островѣ.
Зимой 1190 года Ростислав Рюрикович пошел против половцев: «…поехали они быстро в приступ к Протолчего и здесь заняли много стад половецких на луге на днепровском. А за Днепром не можно было им ехать, а то Днепр был во льду…».
и ѣхаша в борвѣ изъѣздомъ до Протолчии и тоу заӕша стада многа Половецкаӕ в лоузѣ в Днѣпрескомъ
В последний раз Протолче упоминается в связи с битвой на Калке в 1223 году, когда русы и половцы были побеждены татаро-монголами.
придоша по Днѣпроу и воиидоша в море бѣ бо лодеи тъıсѧща и воидоша во Днѣпръ и возведоша порогъı и сташа оу рѣкъı Хорьтицѣ на бродоу оу Протолчи.

## Расположение и история
Название вероятно происходит от «протолча, протолочча» — сжатое течение речки, перекаты, пороги; узкое место между крутых берегов; или от «протолочить», то есть проложить тропку.
С западной стороны острова Хортицы плавни в северном направлении постепенно суживаются, достигая повышенного берега. Здесь был Протолчий брод, который вел с правого берега через Старый Днепр в южную, плавневую часть Хортицы и дальше через череду озёр и Новый Днепр на левый берег. После войны, пока берега Днепра и Хортицы не соединили мосты Преображенского, тем же путём проходила временная железная дорога с деревянными мостами. Днепровский брод существовал до 1956 года, когда он был залит водами Каховского водохранилища.
Впервые поселение нашёл в 1972 г. Александр Бодянский, ученик Дмитрия Яворницкого.
Археологические работы проводились с 1976 по 1980 г. экспедицией ГИКЗ под руководством А. Л. Сокульского и Т. К. Шевченко. Площадь 3286 м². Памятник датируется X—XIV ст. Выявлены остатки наземных «дружинных» помещений площадью от 96 до 180 м². и 7 славянских помещений — землянок и полуземлянок от 12 до 50 м². Остатки металлургической мастерской XII—XIII ст. В дружинных помещениях чугунные казаны, ножи, наконечники стрел, пряжки, фрагменты посуды, найдены монеты Джанибека (1344—1349), Кильдибека (1361—1362). В нижнем слое более архаичные типы помещений с глинобитными печами, сенными входами — землянки, полуземлянки. Авторы выделяют два периода существования — X—XII и XIII—XIV вв.
1.06.87 г. во время контрольного обхода В. Н. Тимофеева, В. Г. Лозько, Н. Л. Козачок обнаружили, что земельный участок, занимаемый поселением, обрабатывался сельскохозяйственными орудиями и частью спланирован. Зона нарушения ок. 300 м². Тогда же комиссия областной инспекции охраны памятников рекомендовала провести топосьемку и исправить нарушения (1987). В настоящее время территория поселения покрыта степной растительностью, состояние положительное.
В Национальном заповеднике «Хортица» планируется создать туристический маршрут «Летописное Протолче»
В 2006 году по заказу Национального заповедника «Хортица» был обустроен источник в районе урочища «Протолче» рядом с зоной абсолютной заповедности. Скважина с 2007 г. находилась на балансе Национального заповедника «Хортица». С целью качественного содержания источник планировалось передать на правах аренды фирме, относящейся к ЛВЗ «Хортица».